# Odoricus från Pordenone

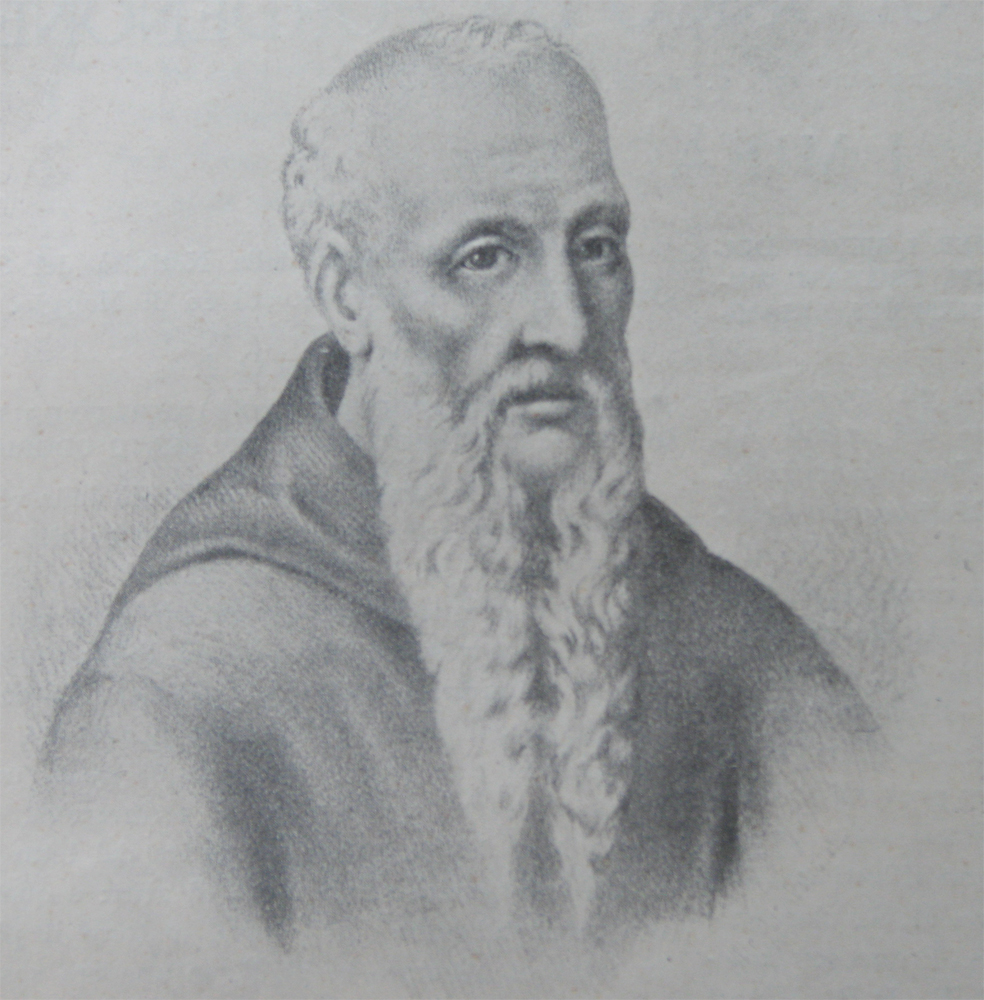
Odoricus från Pordenone. Litografi från 1881.

Odoricus (Odorico) från Pordenone, född cirka 1286 i Pordenone, död 14 januari 1331 i Udine, var en italiensk missionär och reseberättare.
Odoricus inträdde i franciskanorden omkring 1300 och gav sig 1318 som missionär till den Fjärran östern. Färden gick över
Trabezon, Erzerum, Tabriz och Soltaniyeh, i vilka städer orden hade hus, Persepolis till Ormus, där inskeppade han sig till Indien samt fortsatte med ett kinesiskt fartyg till Sumatra, Java, Kochinkina
och Guangzhou.
Han besökte flera av Kinas huvudorter, bl. a. Hangzhou, av vars glans han liksom Marco Polo, Marignolli m. fl. ger märkliga detaljer,
och stannade 3 år i Peking, tog slutligen hemresan genom Tibet och Chorassan samt återkom till Venedig
i slutet af 1329 eller början av 1330. En irländsk munk Jakob hade följt honom åtminstone under en del av den långa färden. Kort efter sin hemkomst ingick han i minoritklostret i Padua, och där berättade han i maj 1330 om sin resa, varvid hans meddelanden upptecknades på dålig latin av munken Vilhelm av Solagna. Ryktet om hans underbara resor och sägner om mirakler efter hans död gjorde, att han redan av samtiden betraktades som helgon. Hans formliga
beatifikation ägde rum först 1775. Skildringen av Odoricus färd blev en kär läsning för medeltidens släkten;
John de Mandeville hämtade stora stycken därur och utsmyckade dem med fabler av egen uppfinning eller från andra håll. Inte mindre än 73 manuskript på latin, franska och italienska är kända. Berättelsen trycktes först 1513, på venezianskt tungomål.